# 戴穎
戴穎（英語：Tai Wing；1991年3月30日—），綽號 Wing，現為MakerVille旗下香港女子組合「COLLAR」 的經理人。

## 簡介
戴穎曾於太陽娛樂文化工作七年並曾擔任17位藝人的經理人，當中包括：陳漢娜、蘇皓兒 等。除此之外，戴穎亦是一位舞台劇演員。其最為人所知的作品是與Mirror的Ian陳卓賢及Jer柳應廷所主演的舞台劇作品《如果只得一分鐘》。
2021年，戴穎獲ViuTV總經理魯庭暉及「花姐」黃慧君邀請，擔任新女子團體的經理人，並參與了選秀節目《全民造星IV》的遴選。
2022年，隨著COLLAR在1月12日出道，戴穎亦聯同Manie、Sum、Susan、Sarah正式成為ViuTV旗下（後改組為MakerVille旗下）女子團體COLLAR的經理人。

## 舞台劇及音樂劇演出

### 2007年
- 5月 《地獄行》

### 2008年
- 9月 《在香港求愛的七十七個理由》
- 11月 《{鏡+鏡}4》

### 2011年
- 7月 《A貨革命》

### 2012年
- 6月 《西夏旅館》

### 2015年
- 1月 《說了再見以後》
- 7月 《絲路傳奇》

### 2016年
- 7月 《說再見・不再見》

### 2019年
- 4月 《如果只得一分鐘》

## 演出

### 電視節目（ViuTV）
- 2021年：《全民造星IV》評判（第32至34集）、監製
- 2022年：《我哋係COLLAR》
- 2022年：《爆谷一週》（第8集）
- 2023年：《全日制COLLAR學院》

## 外部連結
- 戴穎的Instagram帳戶